# Othelais subtesselata
Othelais subtesselata là một loài bọ cánh cứng trong họ Cerambycidae.